# Spinothecidae
Famille
Les Spinothecidae sont une famille de collemboles.
Elle comporte huit espèces dans trois genres.

## Liste des genres
Selon Checklist of the Collembola of the World (version du 20 août 2019) :
- Adelphoderia Greenslade, 1982
- Spinotheca Stach, 1956
- Troglospinotheca Palacios-Vargas, 1999

## Publication originale
- Delamare Deboutteville, 1961 : Matériaux pour une révision des Collemboles Symphypleones. II. Le genre Spinotheca Stach et la sous-famille des Spinothecinae, subfam. nov. Revue Française d'Entomologie, vol. 28, no 2, p. 65-68.